# Sengoku Basara
Sengoku Basara (戦国BASARA "Chiến Quốc Basara") là trò chơi điện tử thuộc thể loại hành động chặt chém do hãng Capcom đồng phát triển và phát hành cho hệ máy PlayStation 2 vào năm 2005. Trò chơi còn có các phần tiếp theo và nguyên một sê-ri anime, tất cả đều sử dụng tên gọi và bối cảnh ban đầu của Sengoku Basara. Game được phát hành ở châu Âu và Bắc Mỹ dưới cái tên Devil Kings.

## Cốt truyện
Sengoku Basara diễn ra trong thời kỳ Chiến Quốc mà Nhật Bản được chia thành nhiều lãnh thổ nhỏ tranh giành quyền lực và đất đai. Trò chơi có hai lãnh chúa có thực trong lịch sử đóng vai trò là nhân vật chính: Sanada Yukimura và Date Masamune. Nhân vật chính trong Devil Kings là Quỷ Vương (Oda Nobunaga trong Sengoku Basara).

## Cách chơi
Sengoku Basara có lối chơi y như dòng Dynasty Warriors và Samurai Warriors của hãng Koei. Nhà sản xuất đã thêm vào một số thay đổi cho phiên bản tiếng Anh của game như một số nhân vật bị sửa lại thành nhân vật không chơi được và một vài vũ khí bị gỡ bỏ hoặc bổ sung. Các cấp độ khó đã được chuyển sang làm cho trò chơi trở nên khó hơn (độ dễ (Easy) trở thành độ khó vừa (Normal) trong bản tiếng Nhật và độ khó vừa (Normal) trở thành độ khó cao (Hard) trong bản tiếng Nhật) Hệ thống chiến đấu cũng đã được sửa đổi, bổ sung một yếu tố gọi là "Priming" nghĩa là mồi (một trong những chiêu thức tấn công đặc biệt của nhân vật sẽ biến thành chiêu thức ra đòn mồi và được dùng để tấn công những kẻ địch "Ưu tú" làm cho chúng dễ bị tổn thất và cho phép tung ra hàng loạt đòn liên hoàn cao hơn).

## Nhân vật
- Date Masamune (Azure Dragon): Kazuya Nakai/Kirby Morrow
- Sanada Yukimura (Scorpio): Sōichirō Hoshi/Andrew Francis
- Takeda Shingen (Red Minotaur): Tesshō Genda/Mark Gibbon
- Sarutobi Sasuke (Talon): Takehito Koyasu/David Orth
- Oda Nobunaga (Devil King): Norio Wakamoto/Gary Chalk
- Nōhime (Lady Butterfly): Yurika Hino/Kathleen Barr
- Mori Ranmaru (Hornet): Hiroki Shimowada/Cathy Weseluck
- Akechi Mitsuhide (Reaper): Shō Hayami/Peter Kelamis
- Uesugi Kenshin (Frost): Romi Park/Alessandro Juliani
- Kasuga (Venus): Natsuko Kuwatani/Venus Terzo
- Itsuki (Puff): Tomoko Kawakami/Janyse Jaud
- Xavi (Q-Ball): Kōzō Shioya/Lee Tockar
- Maeda Toshiie (Lark): Tomohiro Tsuboi/Andrew Jackson
- Matsu (Bramble): Yūko Kaida/Tabitha St. Germain
- Shimazu Yoshihiro (Zaan): Kenichi Ogata/Paul Dobson
- Tokugawa Ieyasu (Irdine): Tōru Ōkawa/Jason Michas
- Mōri Motonari (Kahz): Shigeru Nakahara/Sam Vincent
- Chōsokabe Motochika (Arslan): Ryūzō Ishino/Ian James Corlett
- Hōjō Ujimasa (Orwik): Tadashi Miyazawa/Louis Chirillo
- Imagawa Yoshimoto (Muri): Kōzō Shioya/Brian Drummond
- Honda Tadakatsu (Iron Ox)

## Đón nhận
Phiên bản Tây hóa (Devil Kings) chỉ nhận được lời phê bình tương đối kém, điểm số trung bình của Metacritic là 64 (đánh giá hỗn hợp hoặc trung bình) và 65,09% trên GameRankings.

## Phần tiếp theo
Hai phần tiếp theo đầu tiên là Sengoku Basara 2 và Sengoku Basara Heroes đã được phát hành tại Nhật Bản cho hệ máy PlayStation 2 vào năm 2006-2007, tiếp theo là hai bản spin-off. Tựa game mới nhất trong sê-ri là Sengoku Basara 3 đã được công bố dành cho Wii và PlayStation 3 và phát hành vào ngày 29 tháng 7 năm 2010 tại Nhật Bản. Game được phát hành ở Bắc Mỹ và châu Âu với cái tên Sengoku Basara: Samurai Heroes vào tháng 10 năm 2010.